# Église de l'Assomption (Dillingen)
L'église de l'Assomption (Studienkirche Mariæ Himmelfahrt), ou église des Jésuites, est une église catholique de Dillingen (Souabe) en Allemagne. C'est l'église de l'ancien Collège Saint-Jérome, établissement tenu par les Jésuites de 1563 à 1773, année de la suppression de la Compagnie de Jésus, et fondé au milieu du XVIe siècle par le prince-évêque d'Augsbourg, le cardinal Othon Truchsess de Waldbourg.

## Historique

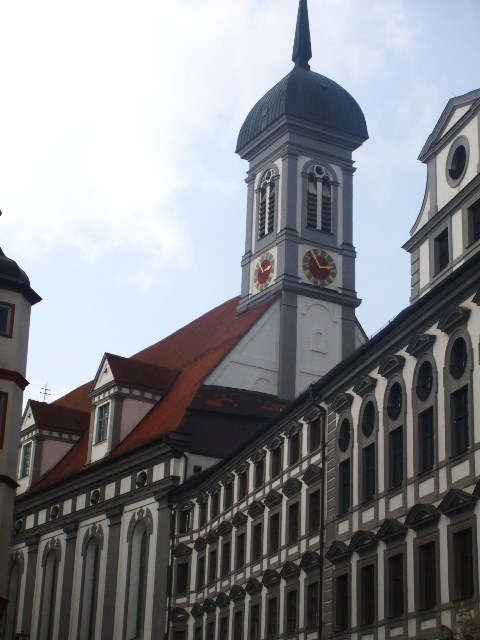
Vue du clocher de l'église

L'église de l'Assomption servait d'église au Collegium St Hieronymi (collège Saint-Jérôme) et à ses diverses composantes: le collège, l'université avec ses facultés, et le séminaire, tenus par la Compagnie de Jésus. De 1773 à 1803, elle appartient à la principauté épiscopale d'Augsbourg, jusqu'au recès d'Empire qui sécularise les possessions et biens d'Église en faveur, en l'espèce, du futur roi de Bavière, allié de Napoléon Bonaparte. Les bâtiments de l'université, fermée en 1803, abritent aujourd'hui une école normale d'enseignants.
Une chapelle consacrée à la Vierge Marie est construite en 1581-1582 à l'emplacement de la future université, ainsi qu'une chapelle construite en 1583-1584 et consacrée à saint Michel Archange.
Le prince-évêque d'Augsbourg, Henri V (von Knöringen) 1570-1646, fait construire de nouveaux bâtiments pour les séminaristes en 1603-1605, avec une nouvelle église, bâtie en 1611-1617. Elle est consacrée le 11 juin 1617 à l'Assomption de la Bienheureuse Vierge Marie. Les cloches, issues des fonderies de Wolfgang Neidhart, sont bénites en janvier 1617. Les plans de l'église sont dessinés par Hans Alberthal, architecte des princes-évêques d'Eichstätt et d'Augsbourg.
L'intérieur de l'église est entièrement remanié en style rococo entre 1750 et 1765. C'est un chef-d'œuvre de l'art baroque rococo de Souabe. Des stucateurs, peintres, sculpteurs et artisans venus du sud de l'Allemagne en sont les auteurs, parmi lesquels on peut citer Johann Georg Bergmüller (1688-1772), Johann Michael Fischer (1717-1801), ou Christoph Thomas Scheffler (1699-1756), élève des frères Asam.

## Architecture

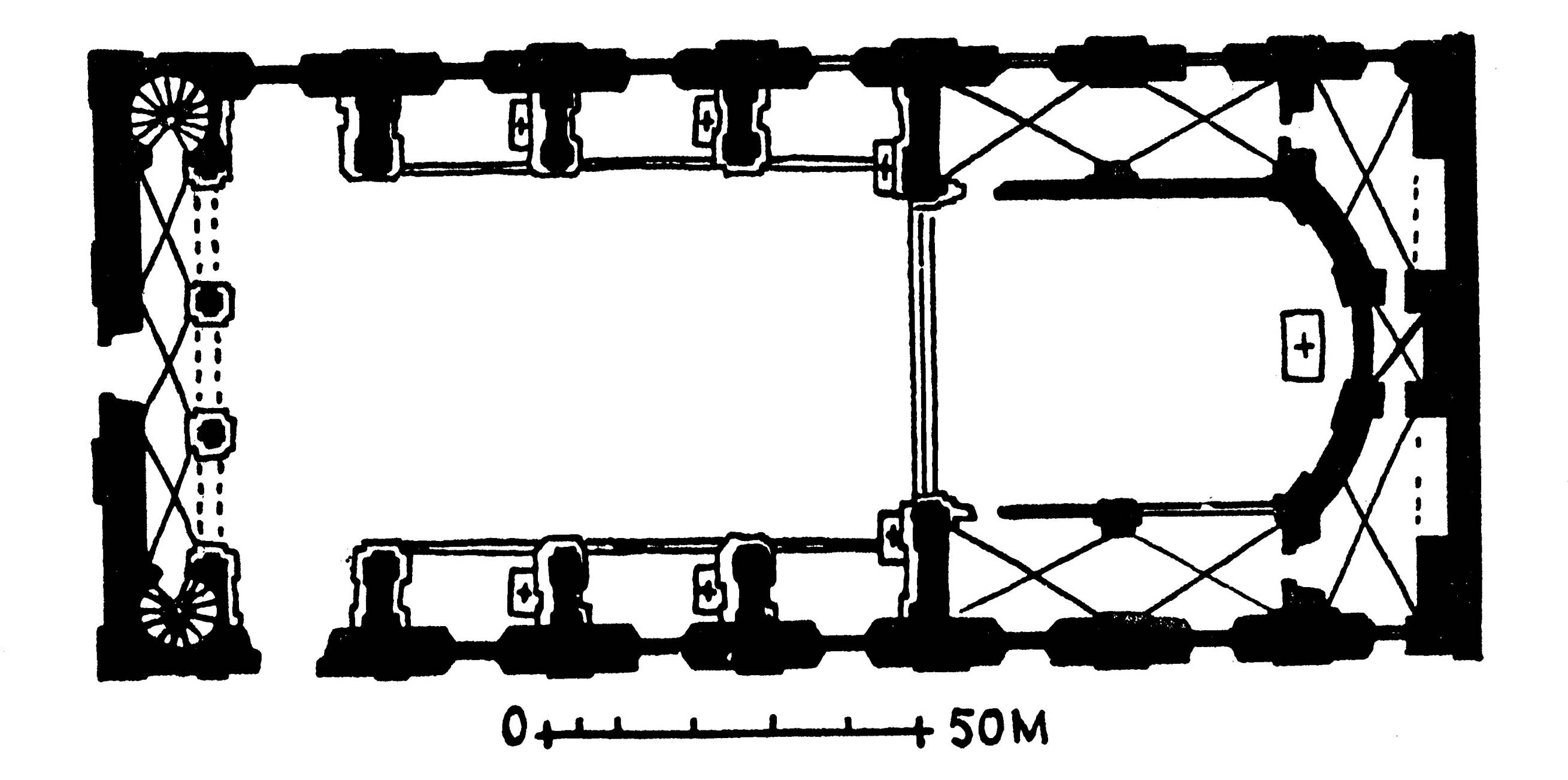
Plan de l'église

### Extérieur
Un petit clocher surplombé par une flèche s'élève sur le pignon est de l'église. Il est surmonté par une coupole quadrangulaire et un obélisque, ce dernier symbolisant l'attachement de la Compagnie à la papauté. La façade est décorée de pilastres et de grandes fenêtres à arc rond avec des corniches. On remarque également des triglyphes et des métopes à la bordure du toit, autour des fenêtres ovales. Le portail ouest date de 1768. Aujourd'hui, l'on pénètre dans l'église par le portail sud, datant de la construction.

### Intérieur
L'intérieur de l'église s'inspire du modèle de l'église jésuite Saint-Michel de Munich. Comme celle-ci, l'église de l'Assomption est édifiée à la charnière de l'époque de la Renaissance et de celle du baroque et possède un plan à une seule nef à piliers. De chaque côté, on remarque des chapelles latérales au nombre de quatre, séparées par de larges colonnes. Les voûtes sont en berceau.

## Décor

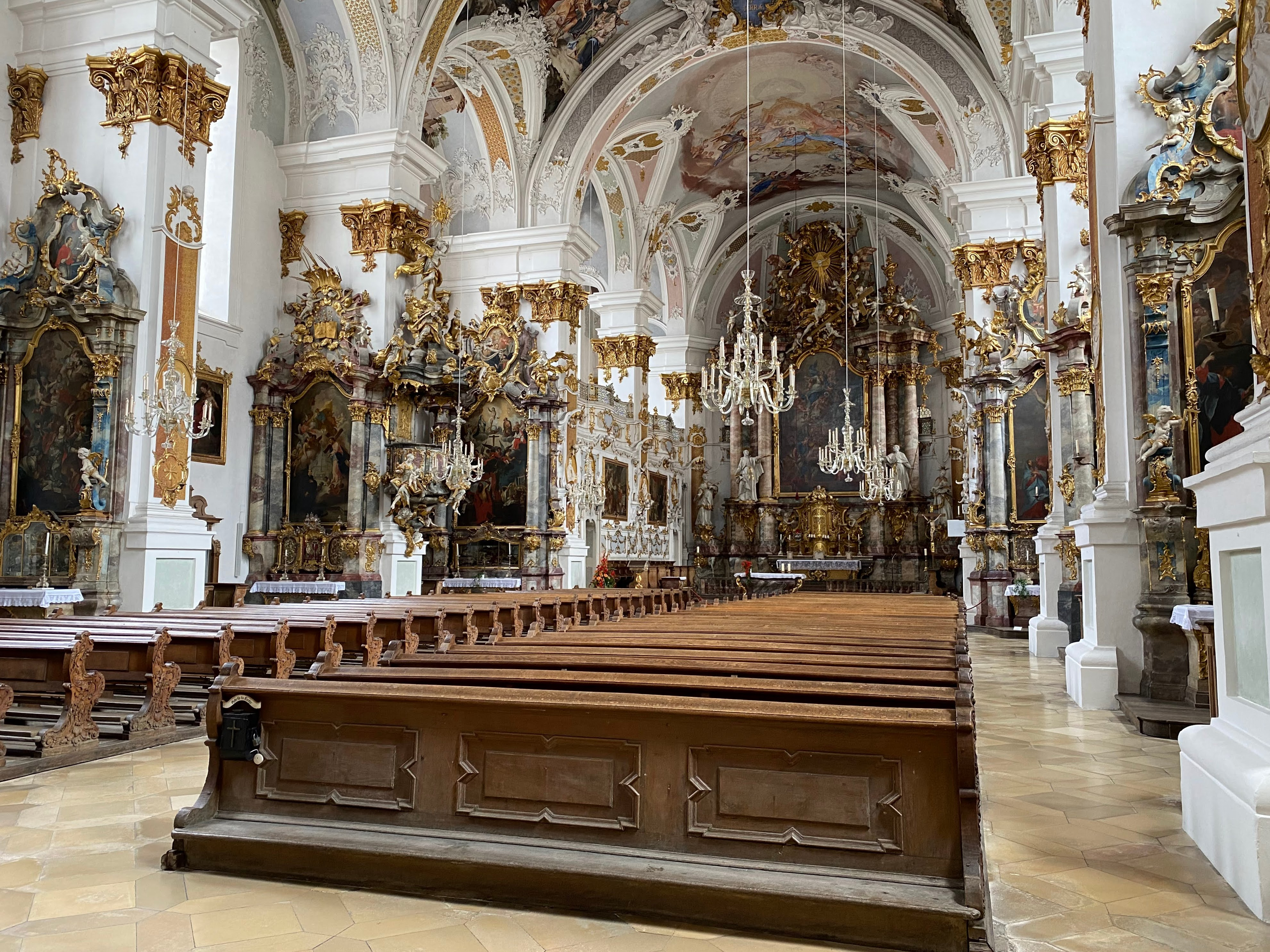
Intérieur de l'église

Les voûtes, les arcs doubleaux, l'entourage des fenêtres, etc. sont décorés de stuc de l'école de Wessobrunn, au milieu du XVIIIe siècle.
Les fresques du plafond sont peintes par Christoph Thomas Scheffler et son atelier. Le thème central de la coupole de la nef représente la Vierge Marie comme Reine du Ciel, entourée d'anges et d'archanges, des Pères de l'Église, des prophètes, de martyrs et de saints. Le saint patron du diocèse d'Augsbourg, saint Ulrich, est représenté, ainsi que le pape Grégoire le Grand et l'empereur saint Henri. Les jésuites font également représenter leurs saints, saint Louis de Gonzague et saint Stanislas Kostka, patrons de la jeunesse, conduits par l'Archange Gabriel et agenouillés devant la Vierge Marie couronnée (1751).
Sur les côtés, on remarque les saints protecteurs de l'université, avec d'ouest en est saint Albert le Grand pour la philosophie; saint Cyprien pour la rhétorique; saint Yves pour le droit; saints Côme et Damien pour la médecine; saint Augustin pour l'apologétique; saint Antonin pour la théologie morale; saint Jérôme pour la théologie biblique et saint Thomas d'Aquin pour la dogmatique.
Les fresques du chœur mettent en scène le Couronnement de la Vierge (1750).

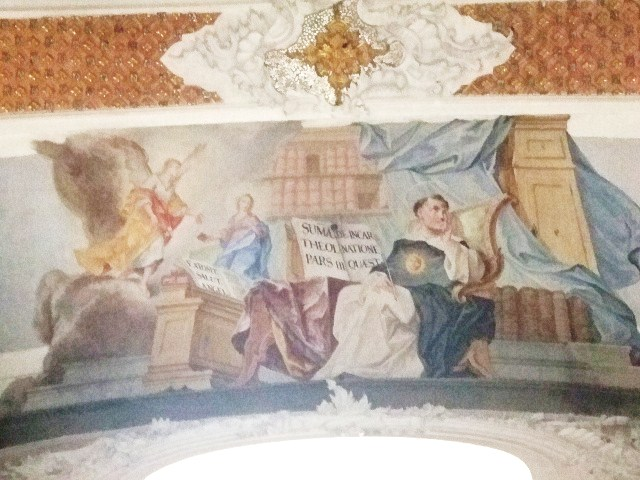
Fresque de saint Thomas d'Aquin
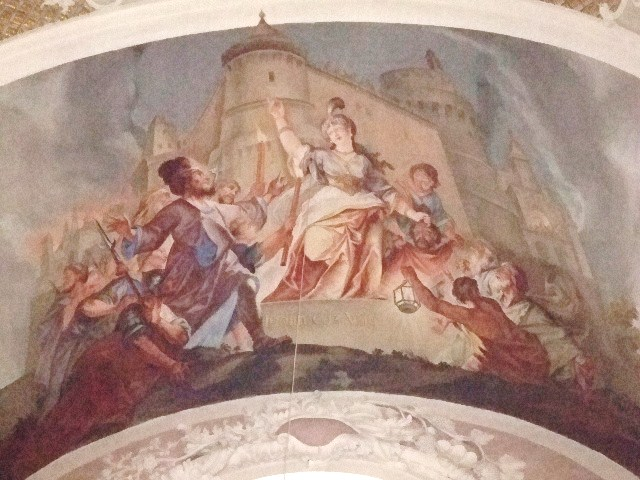
Fresque de Judith tenant la tête d'Holopherne
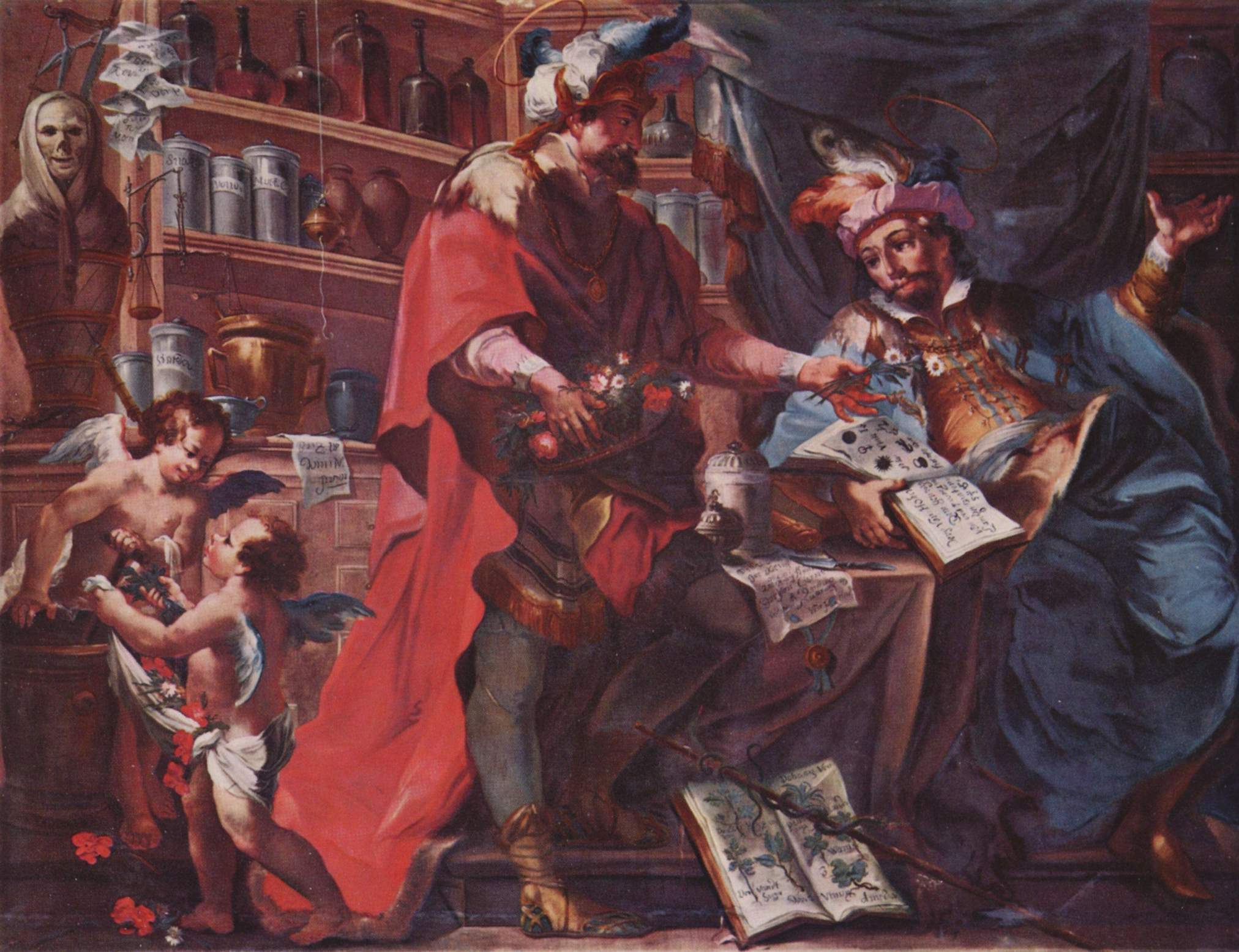
Saints Côme et Damien, peinture murale du chœur d'Anwander

### Autels

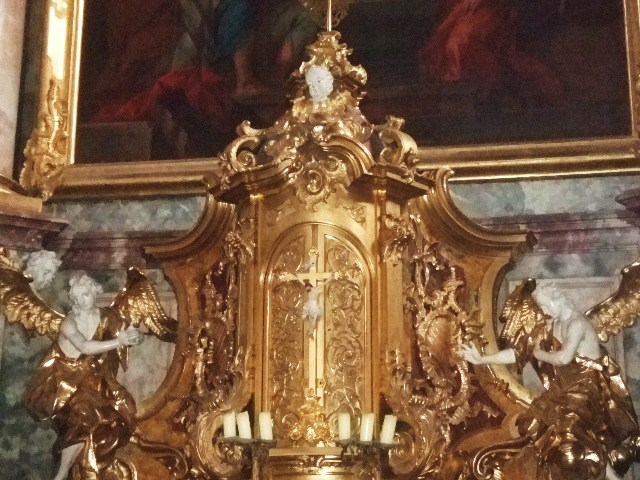
Tabernacle du maître-autel

Le maître-autel, d'après les dessins de Johann Georg Bergmüller (1753), est surmonté d'une peinture de Bergmüller représentant l'Assomption de la Bienheureuse Vierge Marie (1756), entourée de sculptures de bois plus grandes que nature de la main de Johann Michael Fischer. Ce sont saint Ignace de Loyola, fondateur de la Compagnie de Jésus, saint François-Xavier, saint patron jésuite des missions, ainsi que plus loin saint Louis de Gonzague et saint Stanislas Kostka. Le maître-autel lui-même est sculpté par Johann Anwander vers 1760. Il a été restauré dans les années 1990. C'est l'un des rares autels scéniques d'Allemagne. On y voit la Passion du Christ, avec notamment le couronnement d'épines et l'arrestation du Christ, et des anges portant les instruments de la Passion, puis la Crucifixion et la Résurrection du Christ.
Les autels latéraux sont l'œuvre de Joseph Hardtmuth, maître-sculpteur sur bois de Dillingen, avec des figures sculptées de Johann Michael Fischer. À gauche, se trouve celui de saint Jérôme, dit également autel de saint Fidèle, car il renferme les reliques de ce saint capucin, puis l'autel de saint Ignace de Loyola, celui de sainte Ursule, et celui des saints Louis de Gonzague et Stanislas Kostka (œuvre de Johann Georg Bschorer), avec un tableau des saints devant la Vierge, de Scheffler, datant de 1727.
Les autels de droite sont consacrés à la Vierge Marie (avec une Crucifixion de 1716 peinte par Bergmüller et une sculpture de la Vierge de 1760 de l'entourage de Fischer), à saint François-Xavier (avec une peinture de 1760 de Vitus Felix Rigl représentant sa mort à l'île de Sancian) et enfin à saint Joseph (tableau d'Anwander de 1761).

### Mobilier

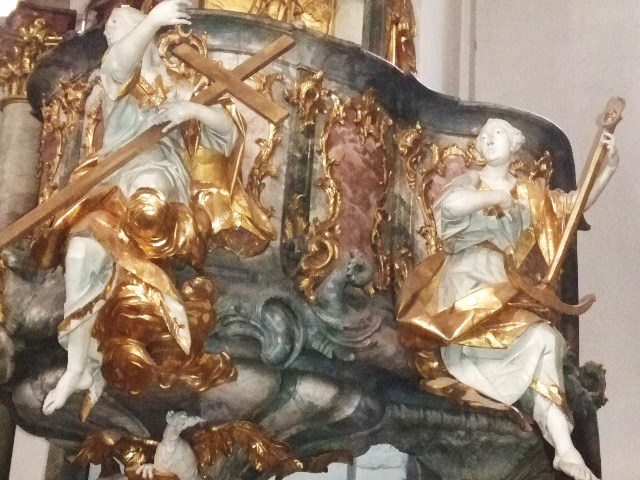
La Foi et l'Espérance représentées aux coins de la chaire

La chaire de Johann Michael Fischer est particulièrement remarquable. Il a placé les symboles des Évangélistes à ses pieds et au-dessus les vertus théologales. La Foi est symbolisée par la Croix, l'Espérance par l'ancre et la Charité par un enfant avec un cœur enflammé. Les allégories des quatre continents décorent l'abat-voix qui est couronné par un ange triomphant, évoquant les missions jésuites.
Les confessionnaux qui se trouvent sous les tribunes ouest datent du tout début du XVIIIe siècle. Ils sont décorés de motifs floraux et d'acanthes.

### Monuments funéraires
Le prince-évêque Sigismond-François (1630-1665) commande en 1657 le monument consacré au cardinal de Waldbourg, fondateur du collège et de son université, et celui d'Henri V de Knöringen, fondateur de l'église de l'Assomption.
La dépouille du cardinal Othon Truchsess de Waldbourg, mort à Rome en 1573, est amenée à Dillingen en 1614 et inhumée en l'église de l'Assomption en 1643. Celle d'Henri V (von Knöringen) y est également enterrée.

## Illustrations

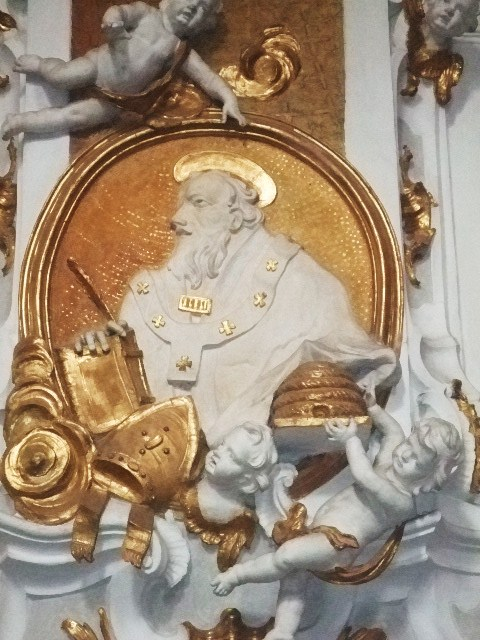
Médaillon représentant saint Ambroise
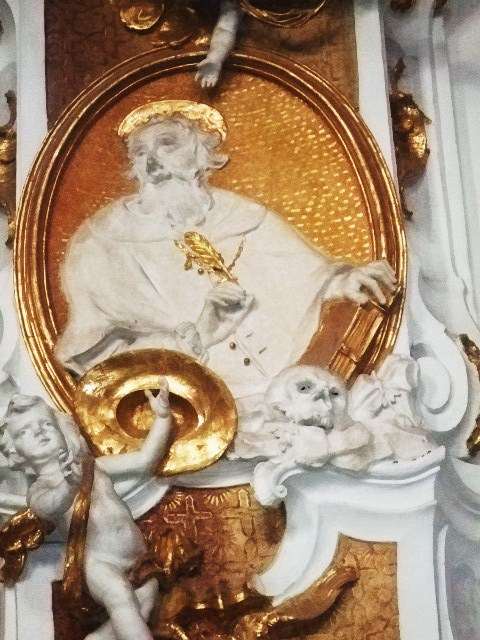
Médaillon représentant un Père de l'Église
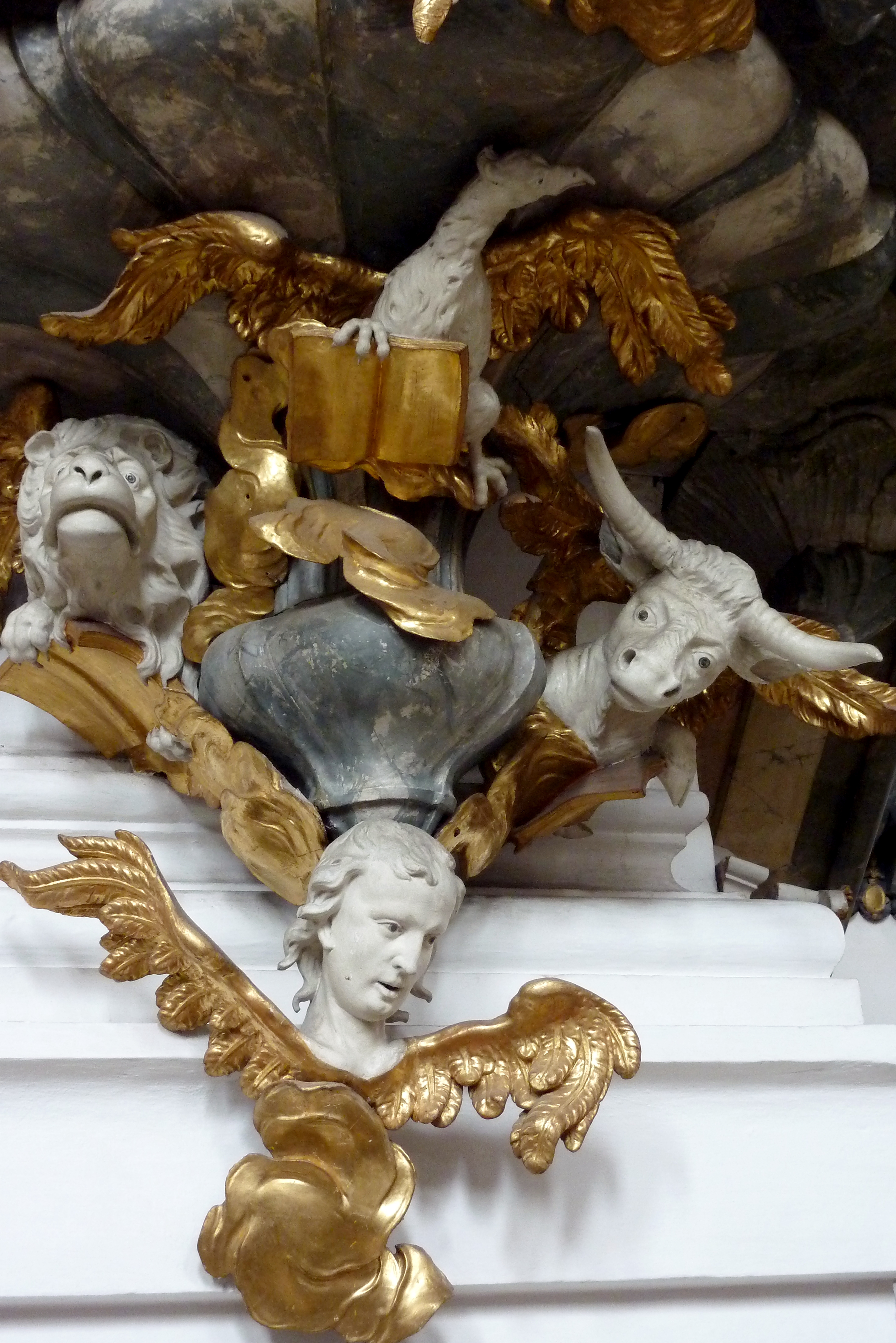
Symboles des Évangélistes au pied de la chaire
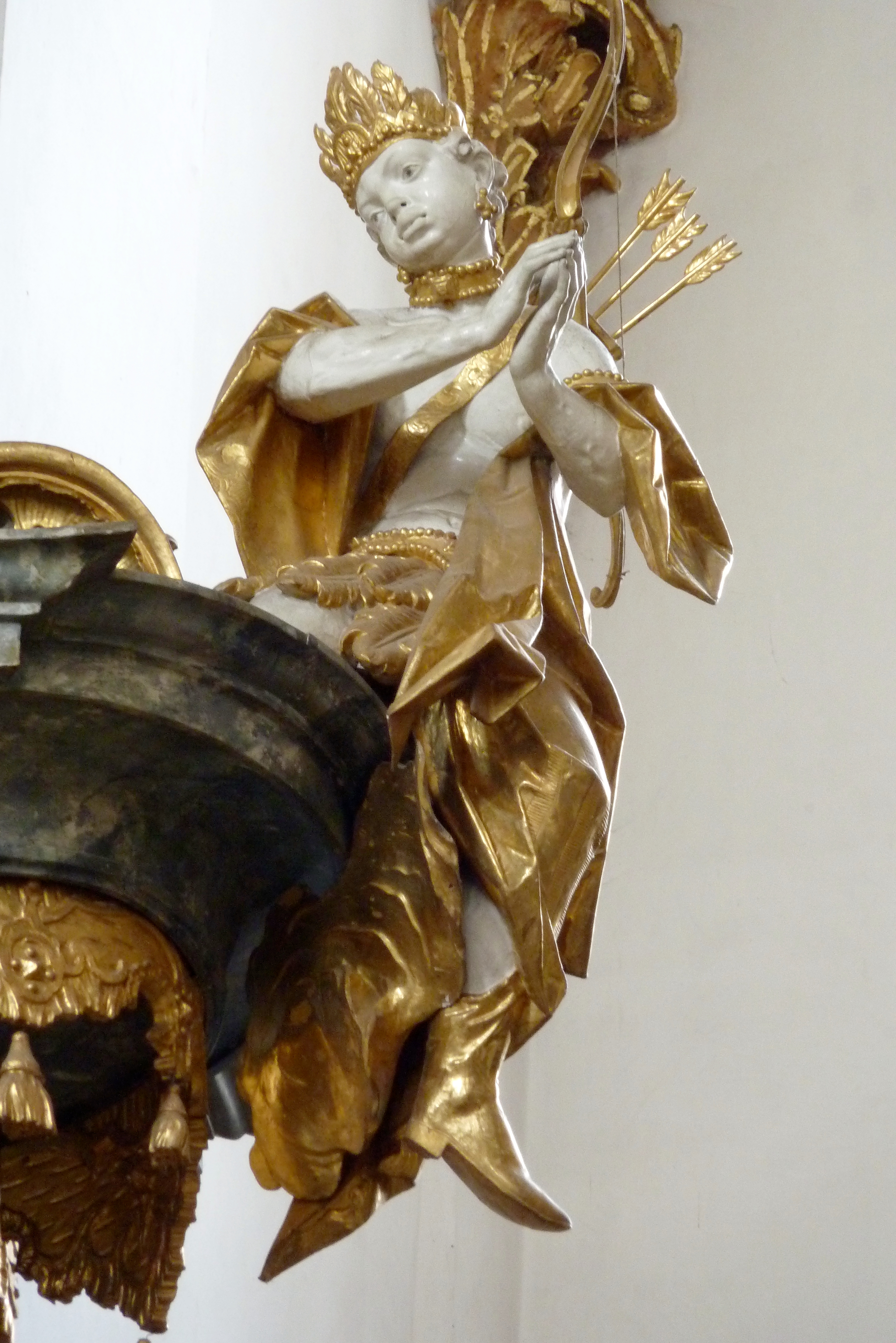
Allégorie de l'Amérique sur la chaire
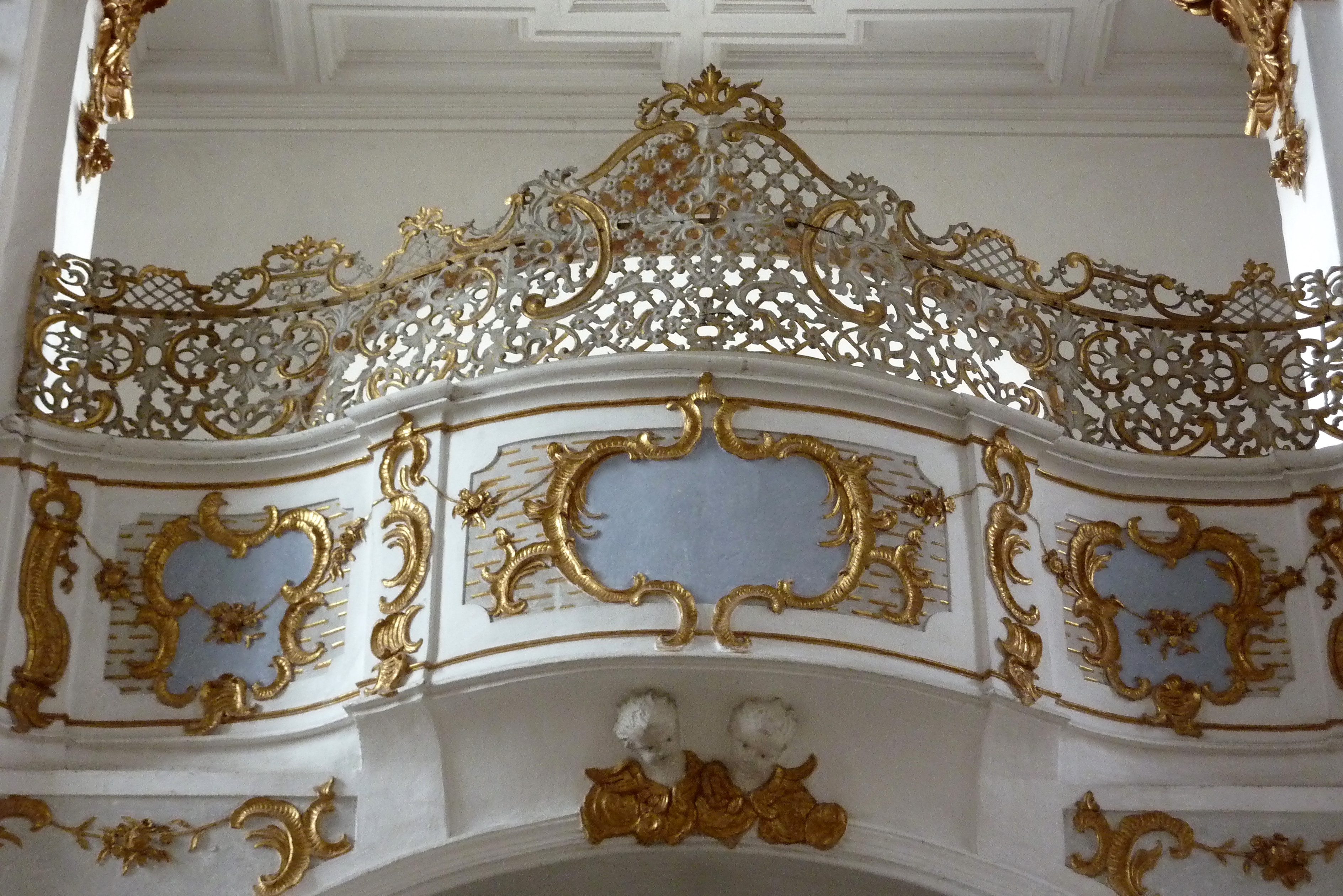
Détail d'une des tribunes ouest

## Bibliographie

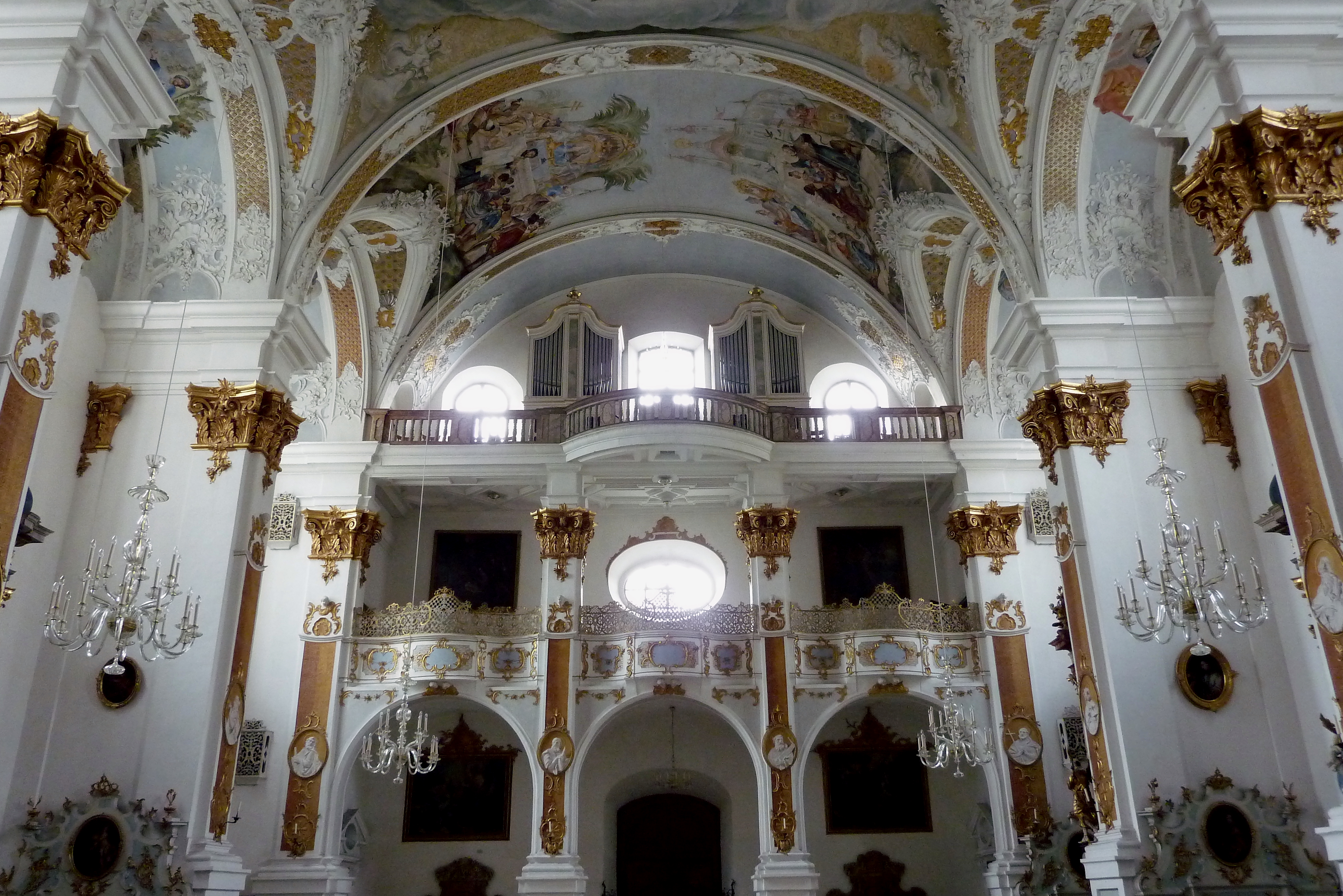
Vue des tribunes ouest avec l'orgue

## Source
- (de) Cet article est partiellement ou en totalité issu de l’article de Wikipédia en allemand intitulé « Studienkirche Maria Himmelfährt » (voir la liste des auteurs).